# لواسة ثلاثية الألوان
لواسة ثلاثية الألوان (الاسم العلمي:Loasa tricolor) هي نوع من النباتات تتبع جنس اللواسة من الفصيلة اللواسية.